# Tapeinochilos lauterbachii
Tapeinochilos lauterbachii är en enhjärtbladig växtart som beskrevs av Karl Moritz Schumann. Tapeinochilos lauterbachii ingår i släktet Tapeinochilos och familjen Costaceae. Inga underarter finns listade.